# IC 80B
IC 80B је лентикуларна галаксија у сазвјежђу Кит која се налази на листи објеката дубоког неба у Индекс каталогу.
Деклинација објекта је - 15° 24' 13" а ректасцензија 1h 8m 49,9s. Привидна величина (магнитуда) објекта IC 80 износи 15,5 а фотографска магнитуда 16,5. IC 80B је још познат и под ознакама MCG -3-4-9, DRCG 8-62, PGC 4072.